# Федунська сільська рада
```

```

Федунська сільська́ ра́да — сільська рада, територія якої входить до складу Щишацького району Полтавської області України. 
Центром сільради є село Федунка. Раді підпорядковані села Білаші, Зозулі, Мірошники, Римиги, Раївка.
Населення сільради 732 особи (2001)
| Україна | Це незавершена стаття з географії України. Ви можете допомогти проєкту, виправивши або дописавши її. |